# Нителистник
Нителистник (лат. Filifolium) — монотипный род многолетних травянистых растений семейства Астровые (Asteraceae). Единственный вид — Нителистник сибирский (лат. Filifolium sibiricum), который известен также как Хризантемум триниевидный или Пижма сибирская.

## Ботаническое описание
Многолетнее травянистое растение высотой до 60–80 см, с мощным каудексом, голое. Стебли одиночные или немногочисленные, прямостоячие, тупоребристые, разветвленные в соцветии. 
Листья тускло-зелёные, прикорневые до 20 см длиной и 5–6,6 см шириной, на длинных черешках, пластинки в очертании линейно-продолговатые, дважды-трижды перисторассеченные, конечные дольки линейно-нитевидные, до 1 мм шириной и 4 см длиной, оттянутые на верхушке в короткое остроконечие, стеблевые — более мелкие и на более коротких черешках. 
Корзинки в числе 15–20 обычно собраны в густой щиток, ножки до 1 см длиной. Цветоложе сильно выпуклое, тупоконическое. Краевые цветки плодущие, пестичные, цветки диска обоеполые, но обычно стерильные, склеенными смолистыми выделениями в плотный комочек. Семянки серые, 1,8–2,5 мм длиной, округло-обратнояйцевидные, сильно сплюснутые со спинки, с двумя выступающими боковыми рёбрами, без паппуса, но часто с островатым, скошенным краем, с сильно ослизняющейся при намачивании оболочкой.

## Ареал обитания
Произрастает в Японии, Корее, Монголии, Китае (Маньчжурия, Внутренняя Монголия, Хэбэй , Шаньси) и некоторых частях азиатской России (в Сибире, Иркутская область, Забайкальский край, Бурятия, на Дальнем Востоке).

## Экология
Местообитания — лесные поляны, на щебнистых и каменистых склонах гор. Играет роль эдификатора в степных сообществах.

## Таксономия
Изначально в 1753 году растение описал Карл Линей во втором томе Species plantarum как Tanacetum sibiricum, отнеся вид к роду Пижма (Tanacetum). В 1940 году японский ботаник Сиро Китамура выделил монотипный род Нителистиник из рода Пижма внутри трибы Пупавковые.